# Avenal
Avenal es una ciudad situada en el condado de Kings, California, Estados Unidos. Tiene una población estimada, a mediados de 2022, de 13 374 habitantes.
A mediados de diciembre de 2023, aproximadamente un 35% de los habitantes (4591 personas) son internos de la Prisión Estatal de Avenas.
El nombre le fue dado por soldados y exploradores españoles, por la abundancia de avena silvestre en la zona.
En una lista publicada en 2019, el periódico USA Today ubicó a Avenal en el lugar número 10 entre las peores ciudades para vivir en Estados Unidos, por sus altas tasas de pobreza y desempleo.

## Geografía
La localidad está ubicada en las coordenadas 36°01′52″N 120°06′58″O / 36.03111, -120.11611 (36.031107, -120.116174). Según la Oficina del Censo, tiene una superficie de 50.46 km², correspondientes en su totalidad a tierra firme.

## Demografía
Según la estimación 2018-2022 de la Oficina del Censo, los ingresos medios de los hogares de la localidad son de $51,902. Los ingresos per cápita en los últimos doce meses, medidos en dólares de 2022, son de $13,842. Alrededor del 20.2% de la población está por debajo de la línea de pobreza.